# Congada

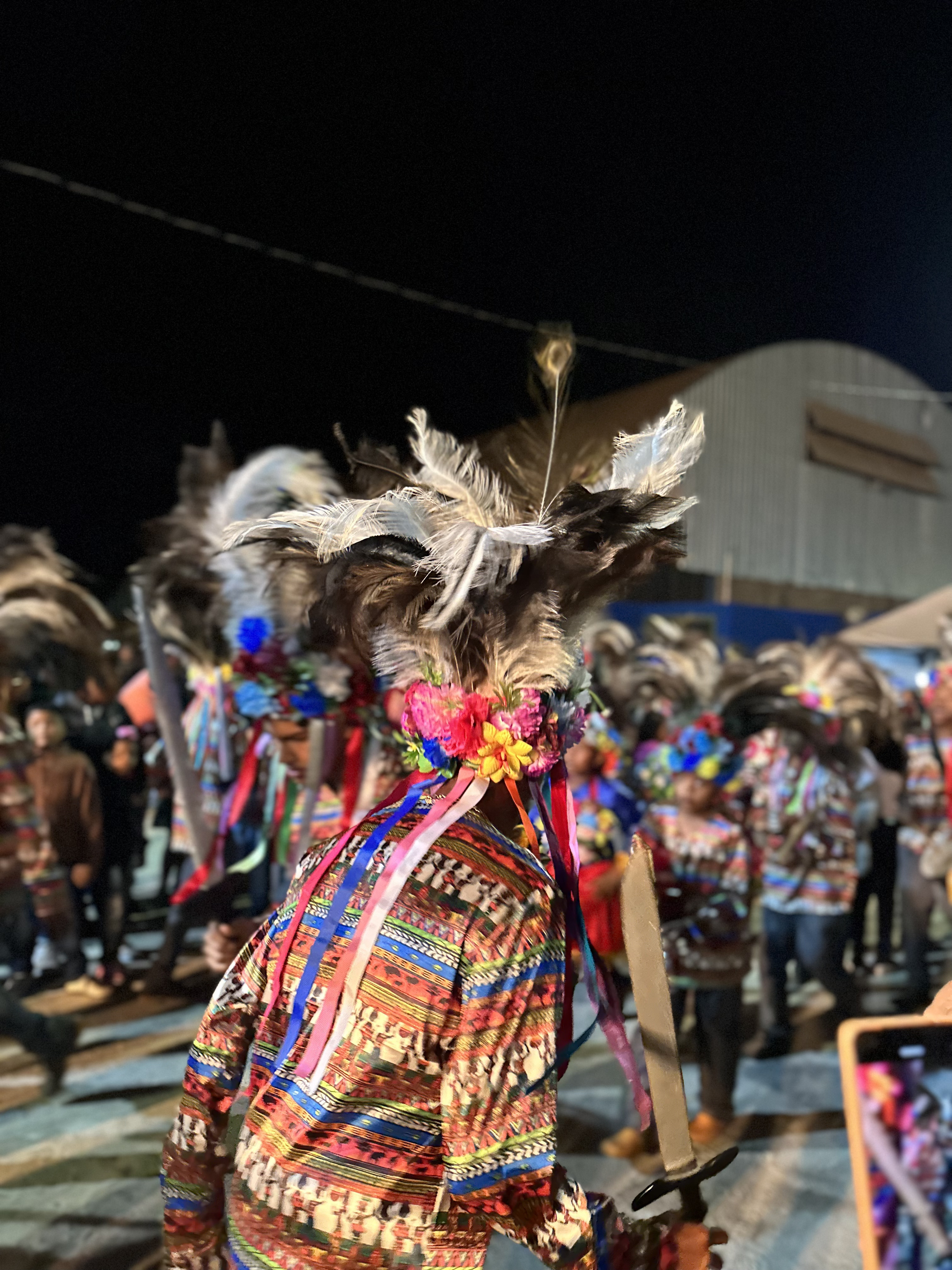
Congo mirim

La congada o congado es una manifestación cultural y religiosa afrobrasileña. Festejo popular muy antiguo, consiste en una danza dramática con canto y música que recrea la coronación de un rey del Congo.
Trata principalmente tres temas en su argumento: la vida de San Benito; el hallazgo de la imagen de Nuestra Señora del Rosario sumergida en las aguas; y la representación de la lucha de Carlomagno contra las invasiones moras. Aunque sus registros más antiguos se dieron en el estado de Pernambuco, la congada se practica con mayor frecuencia en estados como São Paulo, Río de Janeiro, Minas Gerais, Goiás, Espírito Santo, Río Grande del Sur, Paraná y Pará.